# 中郷大樹
中郷 大樹（なかごう たいき、1984年9月21日 - ）は、徳島県那賀郡鷲敷町（現：那賀町）出身の元プロ野球選手（投手）。右投右打。

## 経歴
鷲敷町立鷲敷中学校では野球部で田中宣宗と共にプレーする。徳島県立那賀高等学校を卒業後、JR四国に入社。チームメイトの岩井慎二とともにチームの2枚看板として都市対抗野球大会・社会人野球日本選手権大会進出の原動力となった。2006年の大学生・社会人ドラフト会議で千葉ロッテマリーンズに6巡目で指名された。
2007年7月13日、一軍登録され24日の福岡ソフトバンクホークス戦（福岡Yahoo! JAPANドーム）で初登板。
2012年は開幕一軍入りを果たし、シーズン序盤は登板機会が少なかったものの6月頃より登板数が増え始め、最終的には44試合に登板。プロ初勝利、プロ初ホールドもこの年に記録した。また、8月5日のオリックス・バファローズ戦（京セラドーム大阪）ではプロ初の先発登板も果たした（4回を投げ2失点）。
2013年は夏場に腰に違和感を感じながら、セットアッパーとして37試合に登板。防御率は3点台だったが、自己最多となる15ホールドをマークした。
2014年1月7日、フリーエージェントでロッテに移籍した涌井秀章の人的補償として埼玉西武ライオンズへの移籍が球団ホームページで発表され、背番号は39に決まった。
2015年10月27日、2010年以来の一軍未登板に終わり、球団に来季の契約をしない旨を通告された。12月10日に現役引退と古巣・ロッテの打撃投手への就任が発表された。

## 選手としての特徴
変則的なフォームから繰り出す、150km/h近いストレートが武器。使用する主な変化球はスライダー、フォーク。
テークバックの際に右腕が体幹に隠れるため、リリースの瞬間が見えづらいフォームをしている。

## 詳細情報

### 年度別投手成績
| 年 度    | 球 団    | 登 板 | 先 発 | 完 投 | 完 封 | 無 四 球 | 勝 利 | 敗 戦 | セ 丨 ブ | ホ 丨 ル ド | 勝 率 | 打 者 | 投 球 回 | 被 安 打 | 被 本 塁 打 | 与 四 球 | 敬 遠 | 与 死 球 | 奪 三 振 | 暴 投 | ボ 丨 ク | 失 点 | 自 責 点 | 防 御 率 | W H I P |
| -------- | -------- | ----- | ----- | ----- | ----- | -------- | ----- | ----- | -------- | ----------- | ----- | ----- | -------- | -------- | ----------- | -------- | ----- | -------- | -------- | ----- | -------- | ----- | -------- | -------- | ------- |
| 2007     | ロッテ   | 6     | 0     | 0     | 0     | 0        | 0     | 0     | 0        | 0           | ----  | 28    | 5.0      | 8        | 0           | 5        | 0     | 0        | 2        | 0     | 0        | 3     | 3        | 5.40     | 2.60    |
| 2008     | ロッテ   | 2     | 0     | 0     | 0     | 0        | 0     | 0     | 0        | 0           | ----  | 10    | 2.2      | 1        | 0           | 2        | 0     | 0        | 3        | 0     | 0        | 1     | 1        | 3.38     | 1.13    |
| 2009     | ロッテ   | 14    | 0     | 0     | 0     | 0        | 0     | 0     | 0        | 0           | ----  | 73    | 16.0     | 19       | 2           | 7        | 2     | 1        | 17       | 1     | 0        | 7     | 7        | 3.94     | 1.63    |
| 2011     | ロッテ   | 24    | 0     | 0     | 0     | 0        | 0     | 1     | 0        | 0           | .000  | 112   | 26.0     | 29       | 2           | 6        | 0     | 2        | 19       | 0     | 0        | 14    | 11       | 3.81     | 1.85    |
| 2012     | ロッテ   | 44    | 1     | 0     | 0     | 0        | 3     | 1     | 0        | 6           | .750  | 276   | 68.0     | 54       | 4           | 18       | 0     | 5        | 36       | 1     | 1        | 21    | 19       | 2.51     | 1.06    |
| 2013     | ロッテ   | 37    | 0     | 0     | 0     | 0        | 2     | 2     | 0        | 15          | .500  | 153   | 35.1     | 34       | 3           | 12       | 0     | 1        | 31       | 0     | 0        | 15    | 13       | 3.31     | 1.30    |
| 2014     | 西武     | 14    | 0     | 0     | 0     | 0        | 1     | 0     | 0        | 1           | 1.000 | 109   | 22.1     | 31       | 5           | 11       | 3     | 0        | 7        | 2     | 0        | 16    | 16       | 6.45     | 1.88    |
| NPB：7年 | NPB：7年 | 141   | 1     | 0     | 0     | 0        | 6     | 4     | 0        | 22          | .600  | 761   | 175.1    | 176      | 16          | 61       | 5     | 9        | 115      | 4     | 1        | 77    | 70       | 3.59     | 1.35    |

### 記録
- 初登板：2007年7月24日、対福岡ソフトバンクホークス14回戦（福岡Yahoo! JAPANドーム）、6回裏2死に3番手で救援登板、1回1/3を無失点
- 初奪三振：同上、7回裏に小久保裕紀から空振り三振
- 初先発登板：2012年8月5日、対オリックス・バファローズ13回戦（京セラドーム大阪）、4回2失点
- 初ホールド：2012年8月8日、対埼玉西武ライオンズ14回戦（QVCマリンフィールド）、10回表に4番手で救援登板、1回無失点
- 初勝利：2012年8月29日、対東北楽天ゴールデンイーグルス18回戦（QVCマリンフィールド）、9回表に3番手で救援登板・完了、1回無失点

### 背番号
- 38 （2007年 - 2013年）
- 39 （2014年 - 2015年）
- 103 （2016年 - 2022年）

### 登場曲
- FUNKY MONKEY BABYS 『旅立ち』